# Smash
Smash je třetí studiové album americké punk rockové skupiny The Offspring. Hned po turné na podporu svého druhého alba s názvem Ignition začala skupina nahrávat nové album. Deska vyšla osmého srpna 1994.
Alba se prodalo celosvětově přes 12 milionů kusů, v žebříčku Billboard 200 obsadilo čtvrtou pozici. Deska velmi zpopularizovala skupinu po celém světě, přinesla řadu úspěšných singlů jako „Come Out and Play“, „Self Esteem“ a „Gotta Get Away“. Díky tomuto albu podepsala skupina o dva roky později smlouvu s vydavatelstvím Columbia Records

## Seznam nahrávek
Všechny skladby napsal(i) The Offspring. 
| Pořadí         | Název                   | Délka |
| -------------- | ----------------------- | ----- |
| 1.             | Time to Relax           | 0:25  |
| 2.             | Nitro (Youth Energy)    | 2:27  |
| 3.             | Bad Habit               | 3:43  |
| 4.             | Gotta Get Away          | 3:52  |
| 5.             | Genocide                | 3:33  |
| 6.             | Something to Believe In | 3:17  |
| 7.             | Come Out and Play       | 3:17  |
| 8.             | Self Esteem             | 4:17  |
| 9.             | It'll Be a Long Time    | 2:43  |
| 10.            | Killboy Powerhead       | 2:02  |
| 11.            | What Happened to You?   | 2:12  |
| 12.            | So Alone                | 1:17  |
| 13.            | Not the One             | 2:54  |
| 14.            | Smash                   | 10:42 |
| Celková délka: | Celková délka:          | 46:47 |